# 케냐 공군

케냐 공군은 1964년 창설되었다.

## 항공기
F-5 22대, 500MD 50대, CN-235 수송기 3대, 퓨마헬기 21대 등을 보유하고 있다.

## 같이 보기
- 조선인민군 공군
- 가나 공군